# Betania, Antioquia
Betania este un municipiu în Columbia, în departament Antioquia.